# Harrison McCain
Harrison McCain, C.C., O.N.B. (Florenceville-Bristol, 3 novembre 1927 - Boston, 18 mars 2004) était un homme d'affaires canadien.

## Biographie

### Enfance et formation
Né dans l'arrondissement Florenceville de Florenceville-Bristol, au Nouveau-Brunswick, il fut le cofondateur, avec ses frères Andrew, Robert et Wallace, de l'entreprise McCain Foods. Harrison était le quatrième fils de la famille et Wallace était le cinquième. Leur père était fermier. Depuis 1900, la famille vendait des pommes de terre à travers le Nouveau-Brunswick ainsi qu'en Amérique latine. Harrison McCain étudie à l'Université Acadia.

### Carrière
Après avoir obtenu un diplôme universitaire, Harrison et Wallace travaillèrent pour Irving Oil. Suivant la suggestion de leurs frères, Wallace et Harrison fondèrent l'une des premières usines de transformation de pommes de terre, les transformant en frites congelées. Ayant une qualité assurée et un produit à valeur ajoutée capable d'être exporté sur de longues distances, l'entreprise prit de l'expansion. Les deux frères ont fait de l'entreprise le principal producteur de frites au monde, possédant 55 usines.
Harrison McCain fut également un membre du conseil d'administration de la Banque de la Nouvelle-Écosse et un proche ami du président de la banque, Cedric Ritchie, qui grandit dans la communauté voisine de Haut-Kent.
Il est le père de l'écrivain Gillian McCain, de Mark McCain, d'Ann Evans, de Peter McCain (décédé en 1977) et de Laura McCain Jensen.

### Mort
Il meurt d'une insuffisance rénale le 19 mars 2004 à Boston.

## Distinctions
- 1992 : compagnon de l'Ordre du Canada.
- 2002 : membre de l'Ordre du Nouveau-Brunswick.
- Membre élu du Panthéon des hommes d'affaires canadiens (Canadian Business Hall of Fame)[2].